# Tratado de Westminster (1674)

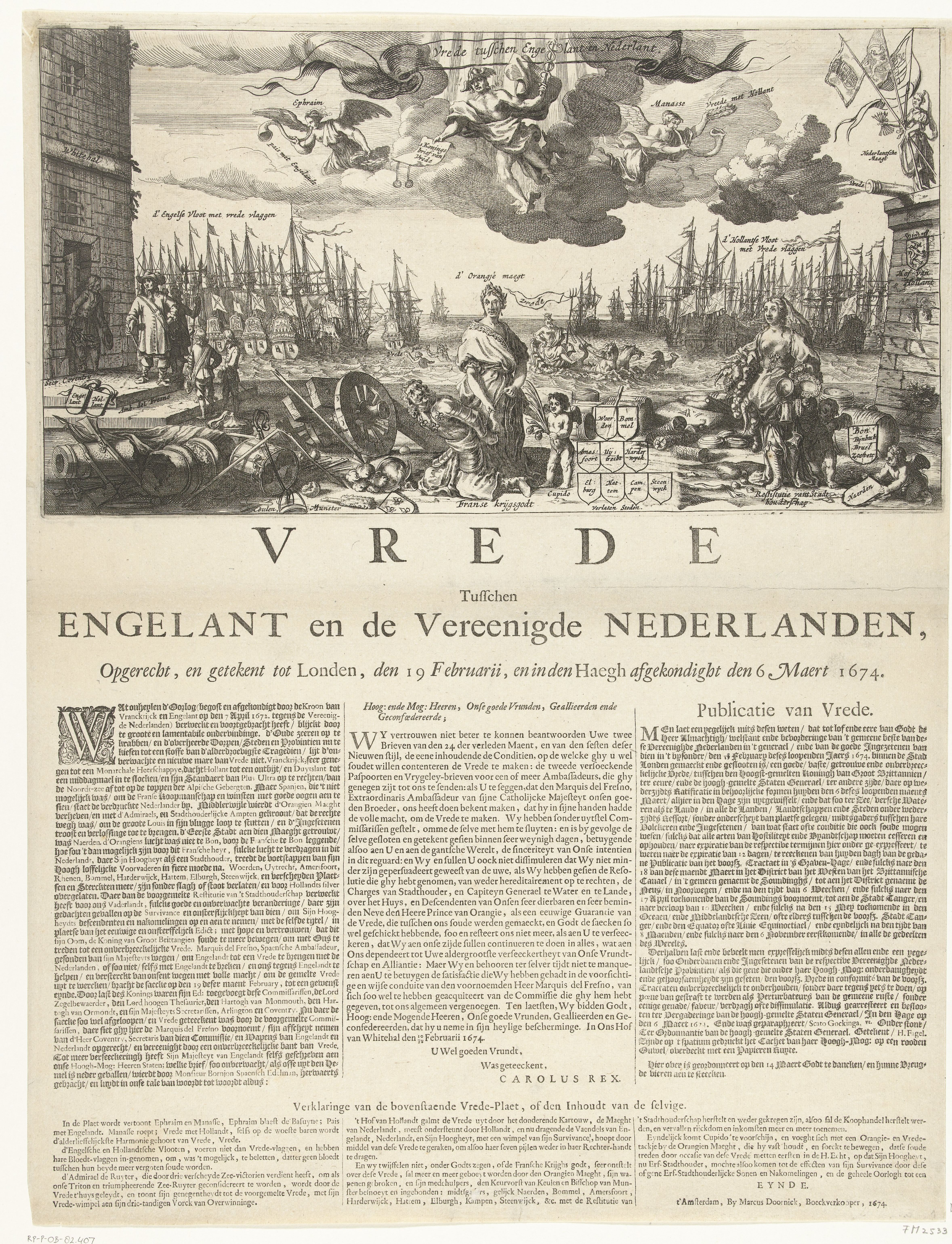
Alegoria da Paz de Westminster com a Inglaterra em 19 de fevereiro de 1674, que encerrou a Terceira Guerra Inglesa.

O Tratado de Westminster de 1674 foi o tratado de paz que concluiu a Terceira Guerra Anglo-Holandesa. Assinado pelas Províncias Unidas dos Países Baixos e pelo Reino da Inglaterra, resultou no retorno da colônia da Nova Holanda à Inglaterra e renovou o Tratado de Breda de 1667. Também incluiu entre suas disposições a criação de uma comissão para a regulação do comércio, particularmente nas Índias Orientais.
Foi assinado em 19 de fevereiro de 1674 pelo rei Carlos II da Inglaterra e ratificado pelos Estados Gerais da Holanda em 5 de março de 1674. A Inglaterra foi forçada a assinar o tratado porque o parlamento não permitia que mais dinheiro fosse gasto, aliás, já estava ciente do Tratado de Dover, assinado em segredo entre o rei Carlos e Luís XIV da França, onde o primeiro prometia ao monarca francês se converter ao catolicismo assim que fosse oportuno. Além disso, os ingleses ficaram consternados que os holandeses inesperadamente conseguiram capturar mais navios ingleses do que vice-versa e que Nova Amsterdã foi recapturada pelos holandeses em 1673.
Grande parte das condições de paz que os ingleses exigiam no Acordo de Heeswijk de 1672 não foram cumpridas, mas os holandeses acabaram pagando dois milhões de florins (de uma demanda inicial de dez milhões) a serem pagos em um período de três anos (basicamente para fazer para a perda de subsídios franceses) e novamente reivindicar o direito dos ingleses ao Dominium Mariam de Land's End ao norte em Staten Land. Isso foi aceito sob a condição de que a frota pesqueira holandesa não fosse prejudicada de forma alguma por esse direito. Os termos do tratado de 1668, que regulamentava o comércio e a navegação, foram ratificados. Em relação às disputas territoriais, o tratado foi um típico acordo status quo ante bellum:
Que qualquer país, ilha, cidade, porto, castelo ou forte que tenha sido ou venha a ser tomado por qualquer um dos lados, desde o momento em que a infeliz e agora terminada guerra começou, seja na Europa ou em qualquer outro lugar, deve ser devolvido ao seu antigo senhor ou proprietário, nas condições em que se encontra no momento da declaração da paz.
A paz foi proclamada em Whitehall em 27 de fevereiro às 10h. A condição implicava que a Nova Holanda, retomada por Cornelis Evertsen, o Jovem em 1673, voltasse a ser uma possessão britânica e que o Suriname, capturado pelos holandeses em 1667, permanecesse sua colônia, legalizando o status quo de 1667. não foram considerados no Tratado de Breda desse mesmo ano, um acordo uti possidetis. Além disso, as ilhas de Tobago, Saba e Santo Eustáquio, tomadas pelos ingleses em 1672, deveriam ser devolvidas.
Como a paz não podia ser comunicada rapidamente a todas as partes do mundo, várias datas foram determinadas em que as hostilidades deveriam cessar legalmente. Dos Soundings à costa da Noruega, os combates terminariam em 8 de março; sul de Tânger até 7 de abril; daí até o equador até 5 de maio e no resto do mundo depois de 24 de outubro de 1674.